# 한자마루
한자마루(漢字-)는 2009년 4월 1일, 에듀플로에서 개발해 NHN에서 정식 서비스를 개시한 교육용 게임이다. 일반적인 게임들과 견주어봐도 전혀 밀리지 않는 뛰어난 게임성과, 독특한 학습 유도 방식에서 나오는 높은 학습 효과로 많은 인기를 끌었다. '학습 게임'의 불모지인 대한민국에서는 상당히 이례적인 성공이었으나, 2012년 9월 10일에 서비스를 종료하였다.

## 독특한 게임 구조
레벨과 '급수'에 맞는 던전들에서 몬스터를 잡아가는 방식이다. 몬스터의 몸통 중 배 혹은 넓은 부분에 한자가 새겨져있고, 몬스터가 데미지를 입을 수록 한자의 획수가 줄어든다. 한자의 획수는 획순에 따라 점진적으로 감소하며, 모든 한자가 지워졌을 때 몬스터가 죽는다. 몬스터가 데미지를 입을 때마다 해당 한자의 '음'이 성우들의 목소리와 한글로 음차한 그래픽을 통해 동시에 출력되며, 몬스터를 직접적으로 죽게끔 하는 마지막 데미지가 입혀지는 순간에는 위와 같은 방식으로 해당 한자의 뜻이 같이 출력된다. 이런 독특한 방식은 '횡스크롤 RPG를 즐길 때 플레이어의 시선이 몬스터에 집중되는 것'에서 아이디어를 얻은 것으로, 한자마루라는 게임의 정체성과 같은 것이었을 정도로 게임의 큰 특징이었다.